# Comobabi, Arizona
Comobabi je naseljeno područje za statističke svrhe u američkoj saveznoj državi Arizona. Prema popisu stanovništva iz 2010. u njemu je živjelo 8 stanovnika.